# Porcellio conspersus
Porcellio conspersus is een pissebed uit de familie Porcellionidae. De wetenschappelijke naam van de soort is voor het eerst geldig gepubliceerd in 1861 door Koch.